# Meluzyna (radioodbiornik)
Meluzyna DST 101 – polski radioodbiornik klasy hi-fi zbudowany na 43 tranzystorach, produkowany przez ZR Diora od roku 1972 (55 egzemplarzy), produkcja seryjna ruszyła od 1973 roku. Komplet zawierał tuner TST101, wzmacniacz elektroakustyczny WST101 i parę dwudrożnych kolumn głośnikowych ZGZ-20-1K, z których każda wyposażona była w dwa głośniki średnio-niskotonowe i jeden wysokotonowy stożkowy Audax TW8B.
W tunerze TST101: odrębne pokrętła do strojenia AM i FM, magnetoelektryczny wskaźnik poziomu sygnału, przełącznik pasma m.cz./wyciszanie na UKF.
We wzmacniaczu WST101 cztery pokrętła: siły głosu, równoważnik kanałów (balans) i dwie barwy tonu; filtry wysokich i niskich częstotliwości, przełącznik mono/stereo oraz dwa poziomy „konturu”.
Zakres częstotliwości:
- fale długie: 150–280 kHz,
- fale średnie (2 podzakresy),
- fale krótkie (3 podzakresy),
- fale UKF: 65–74 MHz.

Wejścia i wyjścia:
- dwa wejścia gramofonowe (DIN) – do wkładki magnetycznej i krystalicznej,
- wejście i wyjście magnetofonowe (DIN),
- złącze anteny i uziemienia AM,
- złącze anteny symetrycznej FM (300 Ω),
- połączenie wzmacniacza z tunerem (DIN).

Moc: 2×20 W przy (4 Ω)
Wymiary: 400×120×270 mm
Masa: ok. 4 kg